# رينيه قواي
رينيه قواي (بالفرنسية: René Guay)‏ (و. 1950  م) هو أسقف كاثوليكي، وكاهن كاثوليكي كندي، ولد في كيبك.

## مناصب
تولى منصب أسقف كاثوليكي.

## التعليم
تعلم في جامعة لافال.